# Ibrahima Sonko
Ibrahima Sonko (Bignona, 1981. január 22.) szenegáli labdarúgó, jelenleg a török Akhisar Belediye játékosa.

## Pályafutása

### Kezdeti évek
Sonko a Saint-Étienne-ben kezdte pályafutását 1997-ben, majd két év múlva a Grenoble Foothoz került. Ott 2002-ig 80 bajnoki mérkőzésen lépett pályára és nyolc gólt szerzett. Ezután leigazolta az angol Brentford, ahol két évet töltött el.

### Reading FC
2004-ben ingyen a Readinghez igazolt, ahol hamar megkedvelték a szurkolók. Nagy ugrásai miatt hamar elnevezték Supermannek. A 2006/07-es szezonban, egy Aston Villa elleni bajnokin piros lapot kapott, miután Luke Moore-ral szemben szabálytalankodott a büntetőterületen belül. A Reading végül 2-1-re kikapott. A csapat mestere, Kevin Dillon védelmébe vette, szerinte jogos volt az eset után megítélt büntető, de nem kellett volna kiállítani Sonkót.
2006. október 14-én olyan keményen ütközött a Chelsea kapusával, Carlo Cudicinivel, hogy a hálóőrt hordágyon, nyakmerevítővel kellett levinni a pályáról. Sonko később elárulta, több életveszélyes fenyegetést kapott a londoni szurkolóktól. December 11-én egy új, 2010-ig szóló szerződést írt alá a kék-fehérekkel. 2007. január 20-án, egy Sheffield United elleni meccsen olyan súlyosan megsérültek a térdszalagjai, hogy csak októberben térhetett vissza a pályára.

### Stoke City FC
A Stoke City 2008. augusztus 29-én 2 millió fontért leigazolta Sonkót. Szeptember 14-én, egy Everton ellen 3-2-re elveszített mérkőzésen debütált. 2009. szeptember 1-jén a teljes 2009/10-es idényre kölcsönvette a Hull City. Szeptember 12-én, a Sunderland ellen mutatkozott be.

## Válogatott
Sonko a francia és a szenegáli válogatott közül választhatott. Ő úgy döntött, abban a csapatban fog játszani, amelybe hamarabb behívják. 2008. január 12-én debütált Szenegál színeiben, egy Namíbia ellen 3–1-re megnyert találkozón. Részt vett a 2008-as afrikai nemzetek kupáján is.

## Külső hivatkozások
- Ibrahima Sonko pályafutásának statisztikái a Soccerbase oldalon (angolul)

## Fordítás
- Ez a szócikk részben vagy egészben  az   Ibrahima Sonko című angol Wikipédia-szócikk fordításán alapul.  Az eredeti cikk szerkesztőit annak laptörténete sorolja fel. Ez a jelzés csupán a megfogalmazás eredetét és a szerzői jogokat jelzi, nem szolgál a cikkben szereplő információk forrásmegjelöléseként.